# Lorena Facuse
Lorena Leonor Facuse Rojas (Cerrillos, 21 de marzo de 1978) es una dirigenta social, trabajadora social y política chilena. El 28 de junio de 2021 se convirtió en alcaldesa de la comuna de Cerrillos y el 14 de noviembre de 2024 renunció a su cargo, tres semanas antes del cambio de mando, dejando a la concejala Orfilia Castro como alcaldesa hasta que el alcalde electo, Johnny Yáñez asumiera como alcalde el 6 de diciembre del mismo año. 

## Biografía
Licenciada en Trabajo Social y trabajadora social titulada de la Universidad Arcis. Diplomada en Mediación Familiar por la Universidad Valparaíso. 
Se desempeñó durante 8 años en la Fundación de la Familia, en la comuna de la Pintana realizando trabajo territorial. 

## Carrera política
Llegó a la alcaldía comunal de la mano del trabajo realizado por Cerrillos Ciudadano, plataforma social y vecinal, que desde 2019 trabaja territorialmente en la comuna, desarrollando un programa de gobierno local participativo. Es la primera mujer en asumir como alcaldesa de la comuna y la primera candidatura independiente fuera de pacto en alcanzar la magistratura comunal.
En abril de 2024 Facuse anunció su postulación para la reelección como alcaldesa. Sin embargo, luego de que no ganara la reelección y el cargo lo obtuviera Johnny Yáñez, renunció a su cargo el 14 de noviembre de 2024 para poder postular a candidata durante las elecciones parlamentarias de 2025. Esto conllevó a que el concejo municipal eligiera a la concejala Orfilia Castro para que tomara las tareas del cargo hasta el 5 de diciembre.
En el año 2025 su antiguo municipio se querella en contra de Lorena facuse por la realización de un posible eventual fraude con cierto tipo de artimañas que dañaron seriamente las arcas municipales

## Historial electoral

### Elecciones municipales de 2021
- Elecciones municipales de 2021, para la alcaldía de Cerrillos[6]

| Candidato                     | Pacto                           | Partido | Votos | %     | Resultado |
| ----------------------------- | ------------------------------- | ------- | ----- | ----- | --------- |
| Lorena Facuse Rojas           | Independientes (Fuera de pacto) | IND     | 9.037 | 31,48 | Alcaldesa |
| Alejandro Almendares Calderón | Chile Vamos                     | IND     | 7.422 | 25,86 |           |
| Arturo Aguirre Gacitúa        | Unidos por el Apruebo           | PS      | 6.125 | 21,34 |           |
| María Luisa Figueroa Garrido  | Frente Amplio                   | COM     | 3.813 | 13,28 |           |
| Alfredo Peñaloza Figueroa     | Chile Digno Verde y Soberano    | PC      | 2.307 | 8,04  |           |